# PL-01
PL-01 — польская бронированная боевая машина (лёгкий танк), созданная OBRUM в партнерстве с британской компанией BAE Systems.
Концепт был впервые представлен 2 сентября 2013 года на Международной выставке оборонной промышленности в Кельце. Полный прототип завершён в 2016 году. Последнее известие о разработке танка датируется 2016 годом.

## Описание конструкции
Компоновка танка PL-01 похожа на компоновку современных основных танков — водитель находится в передней части, а управляемая дистанционно башня расположена сзади. В корпусе находятся командир и наводчик, в задней части корпуса могут размещаться до четырёх пехотинцев. PL-01 базируется на шасси шведской бронемашины Strf 90.
Броня танка имеет модульное керамико-арамидное покрытие, разработанное для обеспечения защиты в соответствии со стандартом НАТО STANAG 4569 Annex A на уровне 5+ в пределах передней части корпуса и башни. Дополнительные бронепанели установлены на башне и корпусе, и разработаны, чтобы обеспечить полную защиту от снарядов. Корпус машины предоставляет защиту от самодельных взрывных устройств и мин в соответствии с пунктом B разделов 4a и 4b стандарта STANAG 4569. Танк будет целиком покрыт материалом, поглощающим радиоволны.
PL-01 оснащается дизельным двигателем мощностью 940 л.с., преобразователем крутящего момента, автоматической коробкой передач и системой помощи при вождении. Подвеска основана на семи катках, c карданными валами на торсионной подвеске, прикреплённой к первой и двум последним парам. Машина может развивать скорость до 70 км/ч на шоссе и 50 км/ч на бездорожье. Запас хода составляет 500 км. Танк может преодолевать уклоны до 30 градусов, канавы и траншеи шириной до 2,6 метров и преодолевать водные преграды глубиной до 1,5 м без подготовки, и до 5 метров с подготовкой.

## История создания
В Польше с 2013 года по 2015 год шел процесс создания танка PL-01. Основой разработки которого выступил шведский танк CV90120-T. Танк PL-01 имел беспилотную башню, отсек для перевозки бойцов и многослойную броню. Главным калибром танка предполагалось сделать 120-миллиметровую пушку, а в качестве дополнительного вооружения мог быть установлен пулемет. Технологии незаметности должны были снижать вероятность обнаружения танка тепловыми радарами. Также для дополнительной безопасности корпус танка имел радиопоглощающее покрытие. Разработчиком PL-01 выступала компания Obrum. Танк был создан в ответ на наличие у России смертоносного оружия будущего, с наличием искусственного интеллекта. Однако в последние годы о танке новых новостей нет.
В начале 2025 года на спутниковых снимках одной из свалок танкового металлолома в Польше были обнаружены башня и бортовые экраны танка.

## Вооружение
Основное вооружение PL-01 — это пушка калибра 105 или 120 мм, установленная в необитаемой башне, в соответствии со стандартами Организации Североатлантического договора. Боекомплект составляет 45 снарядов, из которых 16 находятся в слотах внутри башни и готовы к выстрелу, а остальные хранятся в отсеке шасси. Танк также дополнительно вооружен пулемётом калибра 7,62-мм UKM-2000C с боекомплектом в 1000 патронов. Дополнительное оборудование будет установлено в дистанционно управляемом модуле. В настоящее время проект включает в себя возможность установки пулемёта калибра 7,62-мм, 12,7-мм или 40-мм гранатомёта с боезапасом в 8000 патрон калибра 7,62-мм, 400 патрон калибра 12,7-мм или 96 снарядов калибра 40-мм. Также у танка имеются активная система защиты, которая перехватывает входящие ракеты, и дымовые гранатомёты, встроенные в башню. Всё оборудование будет оснащено электронной стабилизацией, а системы наблюдения и прицеливания будут оборудованы лазерными дальномерами, дневными/ночными камерами и тепловизорами третьего поколения, отображающими визуальные данные на экране.

## Оборудование
PL-01 будет оснащен системой пожаротушения в башне и корпусе, внутренней радиосвязью, активной защитой, системой управления на поле боя, охлаждающей выхлопной системой, тепловой маскировкой и вентиляционными фильтрами. Конструкция кресел для экипажа обеспечивает минимизацию физических эффектов взрывной волны. Кроме того, машина может быть оснащена системой спутниковой навигации и системой идентификации «свой-чужой».

## Варианты
В дополнение к основной роли заградительного огня, танк может быть изготовлен в варианте командно-штабной машины, БРЭМ или установки разминирования.